# Colaulus flavofaciatus
Colaulus flavofaciatus là một loài tò vò trong họ Ichneumonidae.